# Mare de Déu de les Angoixes

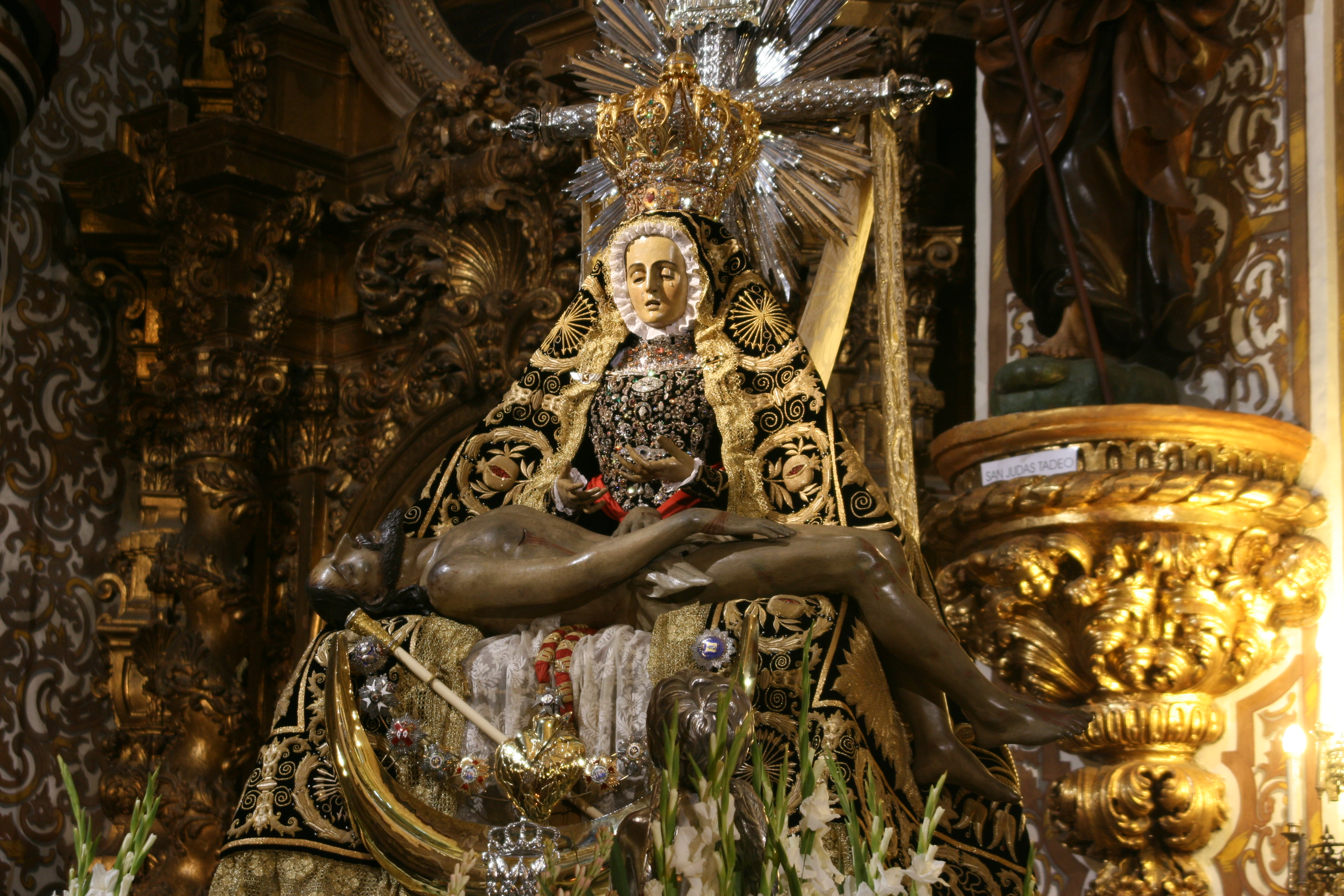
La Mare de Déu de les Angoixes, a la seva basílica de Granada.

La Mare de Déu de les Angoixes és una advocació de la Verge Maria originada a Granada, ciutat de la què és patrona. La seva història es remunta a l'època de la conquesta de la ciutat per part dels Reis Catòlics, si bé la imatge del segle XVI. La festivitat se celebra el 15 de setembre.

## Imatge
La llegenda remunta la devoció a aquesta advocació es remunta a la conquesta de Granada el 1492 per part de l'exèrcit dels Reis Catòlics. Es creu que la primera representació era una pintura sobre taula de Francisco Chacón, avui conservada al Museu de Belles Arts de Granada, donada suposadament per Isabel la Catòlica, on s'hi representa el tema de la pietat, amb una cartela en llatí que diu «Oh vosaltres, tots els que passeu per aquest camí, ateneu i considereu si hi ha dolor com el meu dolor.». Amb el pas dels anys, la imatge es va anar substituint a causa de les transformacions fins a l'actual, una Mare de Déu dels Dolors, a la qual al segle XVII se li va afegir una talla de Crist jacent, que descansa sobre un banc davant de la verge i que, segons Encarnación Isla, seria obra de Gaspar Becerra.
Al segle xviii la Mare de Déu de les Angoixes era considerada patrona pel poble de Granada. L'arquebisbe Bienvenido Monzón inicià els tràmits que la van confirmar com a patrona el 5 de maig de 1887 pel papa Lleó XIII. Ja a començaments de segle XX la verge, amb el beneplàcit de Pius X, va ser coronada canònicament el setembre de 1913. La corona va ser sufragada per subscripció per part dels feligresos.

## Temple
La primitiva taula de fusta es trobava en una ermita dedicada a les santes Úrsula i Susanna, annexa a la parròquia de Sant Macià. El 1567 Felip II dona uns terrenys contigus i es va la construcció d'una nova ermita i un hospital per a pobres, unes obres que van durar 15 anys. El 1603, l'arquebisbe Pedro de Castro la va fer dependre de la parròquia de la Magdalena, i el 1609 la va erigir parròquia amb el nom el seu primitiu nom. En aquell moment la nova parròquia es trobava als afores de la ciutat i tenia gaires feligresos, però la fama i influència de la imatge, va fer que molts s'apropessin i que al voltant es formés un petit barri que, amb el temps, va convertir-se en una de les principals parròquies de Granada. L'església es va ampliar posteriorment, el 1663 es fan les obres del temple actual, promogudes per l'arquebisbe José de Argaiz, segons el projecte de Juan de Rueda.
Quant al seu aspecte, la façana està flanquejada per dues torres campanars, rematades per capitells revestits de pissarra i teula vidriada. La porta principal és coríntia, amb pedra de Santa Elvira i decorada amb columnes apariades a ambdós costats. Al centre hi ha una fornícula amb la imatge de la verge i els escuts de l'arquebisbe José de Argaiz i el de la família reial. L'exterior va estar enguixat, i des de 1764 recobert amb pintures al fresc, find a 1913, quan l'edifici passa a ser de maó vist. A l'interior, d'estil barroc, el cambril de la verge va ser construït a finals de segle xvii, i es va modificar per mantenir la homogeneïtat amb la resta de l'església.
Des de 20 de setembre de 1922, per butlla de Pius XI, la parròquia és basílica menor.

## Celebració
El mes de celebració d'aquesta advocació és el 15 de setembre. Des de 1982 la Junta de Govern de la Germandat de la Verge fa una ofrena floral, una missa solemne i una processó. És tradició que la imatge vesteixi amb un mantell especial, dels diversos que té, i amb la corona, bé sigui l'antiga del segle xviii o la canònica de 1913.